# Rue Danton (Levallois-Perret)
Pour les articles homonymes, voir Rue Danton.
La rue Danton est une des voies de Levallois-Perret, commune française du département des Hauts-de-Seine en région Île-de-France, au nord-ouest de Paris. C'est une des plus longues rues de la ville.

## Situation et accès

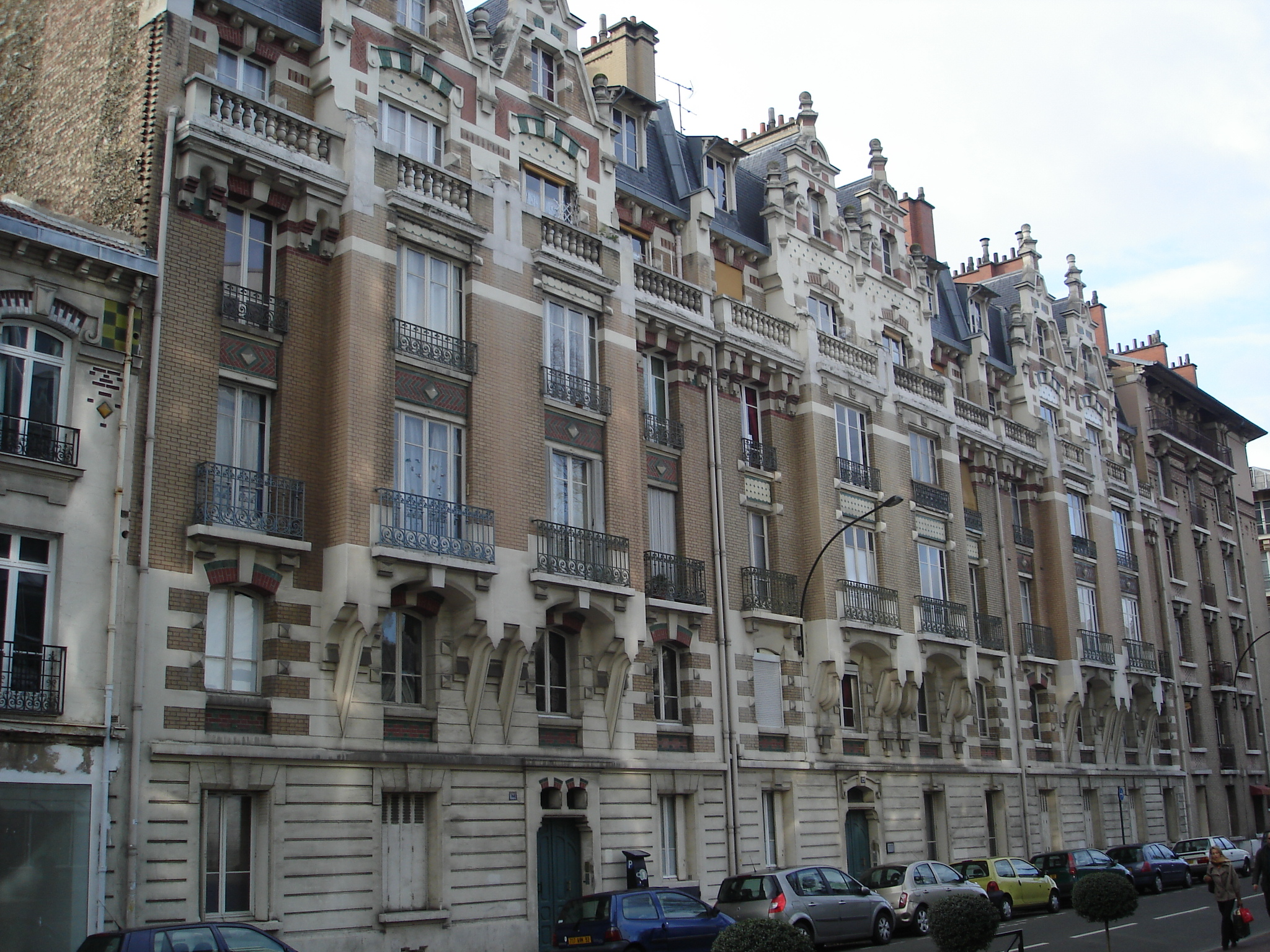
Habitats sociaux bâtis au début du XXe siècle par la Fondation Cognacq-Jay pour les employés de La Samaritaine.

Partant du nord, elle croise notamment la rue Paul-Vaillant-Couturier, la rue Baudin, la rue Voltaire, la rue Aristide-Briand, la rue Louis-Rouquier et la rue Louise-Michel.

## Origine du nom

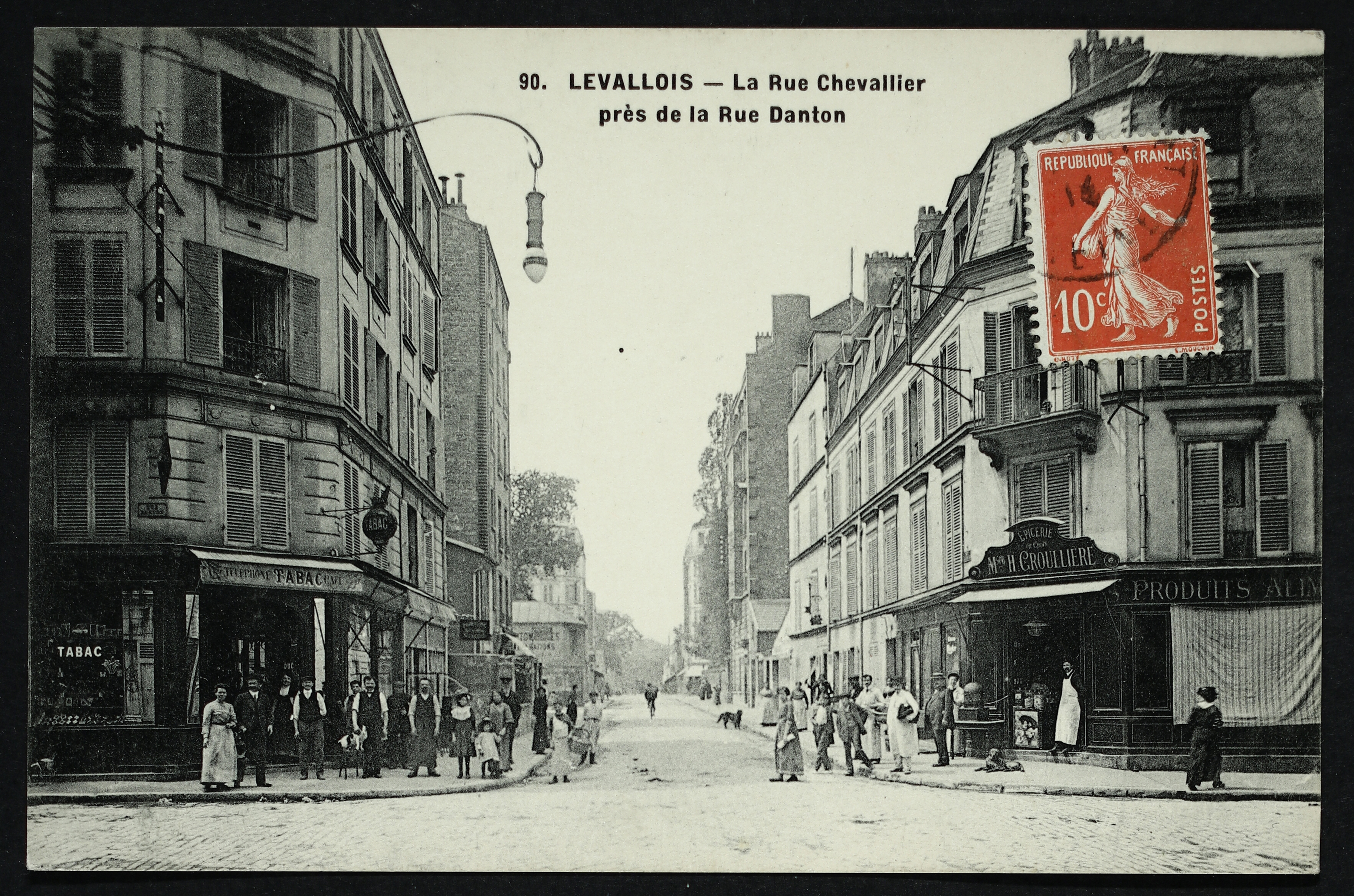
Carte postale - Levallois-Perret - La Rue Chevallier près de la Rue Danton.

Cette rue a été nommée  en l'honneur de Georges Jacques Danton, révolutionnaire français (1759-1794).

## Historique

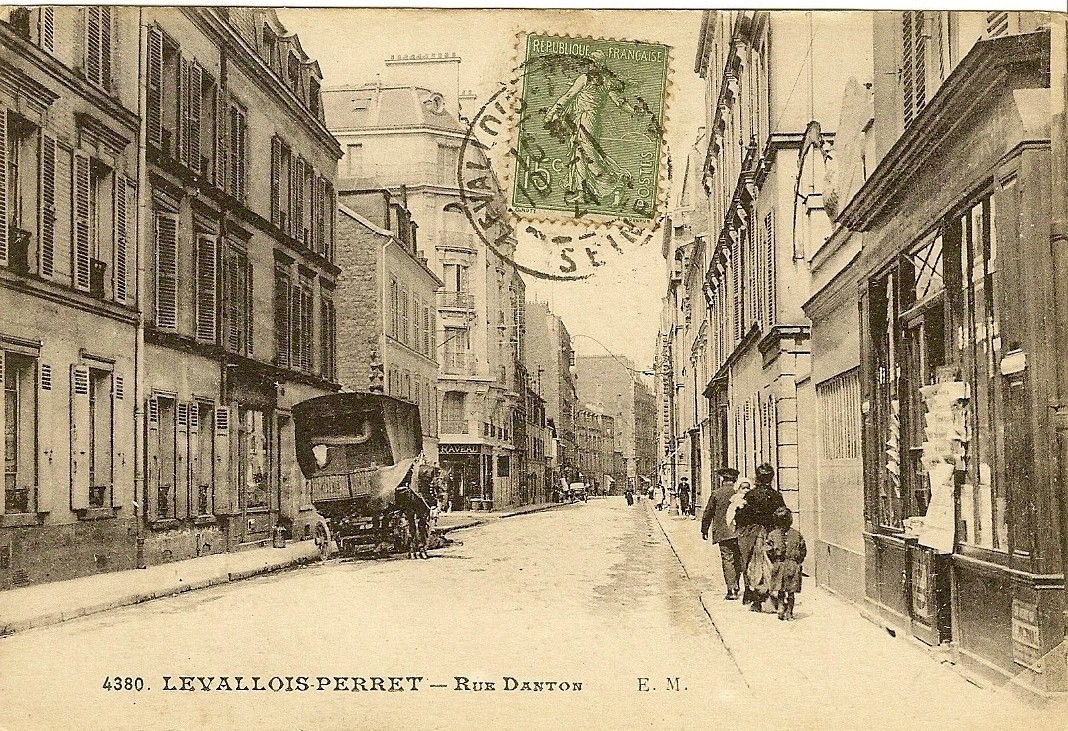
Carte postale de la rue Danton.

Cette rue est attestée en 1884.

## Bâtiments remarquables et lieux de mémoire

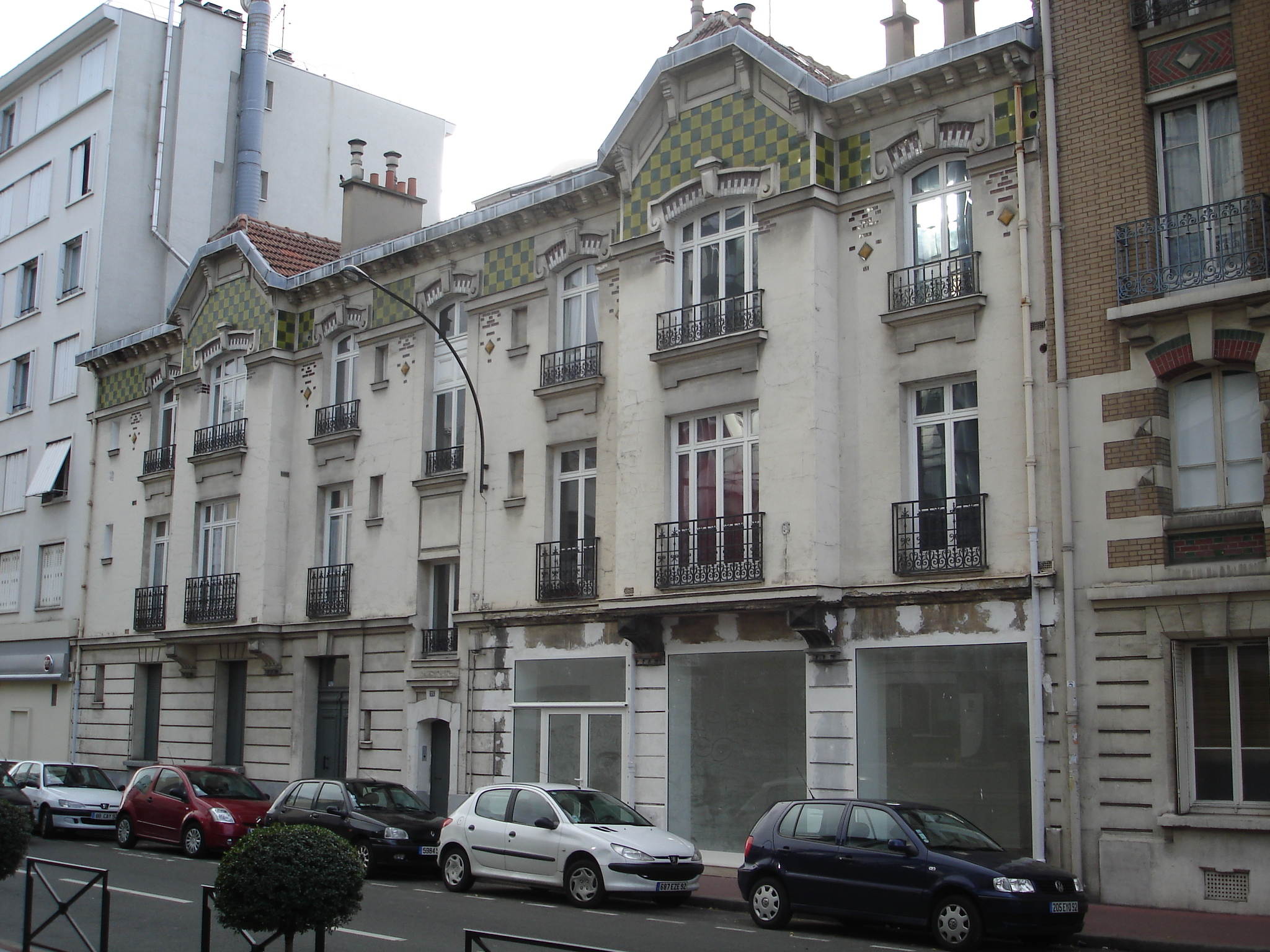
Logements sociaux destinés aux employés de La Samaritaine.

- Plusieurs installations sportives : Palais des sports Marcel-Cerdan, Levallois Sporting Club, Levallois Sporting Club Escrime.
- Le réalisateur Pierre Tchernia y a passé son enfance.
- Plusieurs constructeurs et équipementiers automobiles y avaient leurs bureaux ou ateliers : Direction générale de la société Peugeot en 1901 ;  En 1934, au no 153, siège social de Simca[5] ; le carrossier Manessius[6].
- Square Danton.
- Square Jean-de-Grissac.
- Logements sociaux réalisés par la Fondation Cognacq-Jay[7].